# الحورية الصغيرة (فلم)
الحورية الصغيرة هو فيلم أنمي من مسلسل قصص عالمية إنتاج شركة تيو أنيميشن وقد صدر في 21 مارس 1975. تمت دبلجة الفلم للعربية 

## روابط خارجية
- الحورية الصغيرة على موقع IMDb (الإنجليزية)
- الحورية الصغيرة على موقع روتن توميتوز (الإنجليزية)
- الحورية الصغيرة على موقع Turner Classic Movies (الإنجليزية)
- الحورية الصغيرة على موقع أول موفي (الإنجليزية)
- الحورية الصغيرة على موقع فيلمافينيتي (الإسبانية)
- الحورية الصغيرة على موقع قاعدة بيانات الفيلم (الإنجليزية)
- الحورية الصغيرة على موقع ليتربوكسد (الإنجليزية)
- الحورية الصغيرة على موقع كينوبويسك (الروسية)
- الحورية الصغيرة على موقع ANN anime (الإنجليزية)